# Santa Isabel de Paso de los Toros

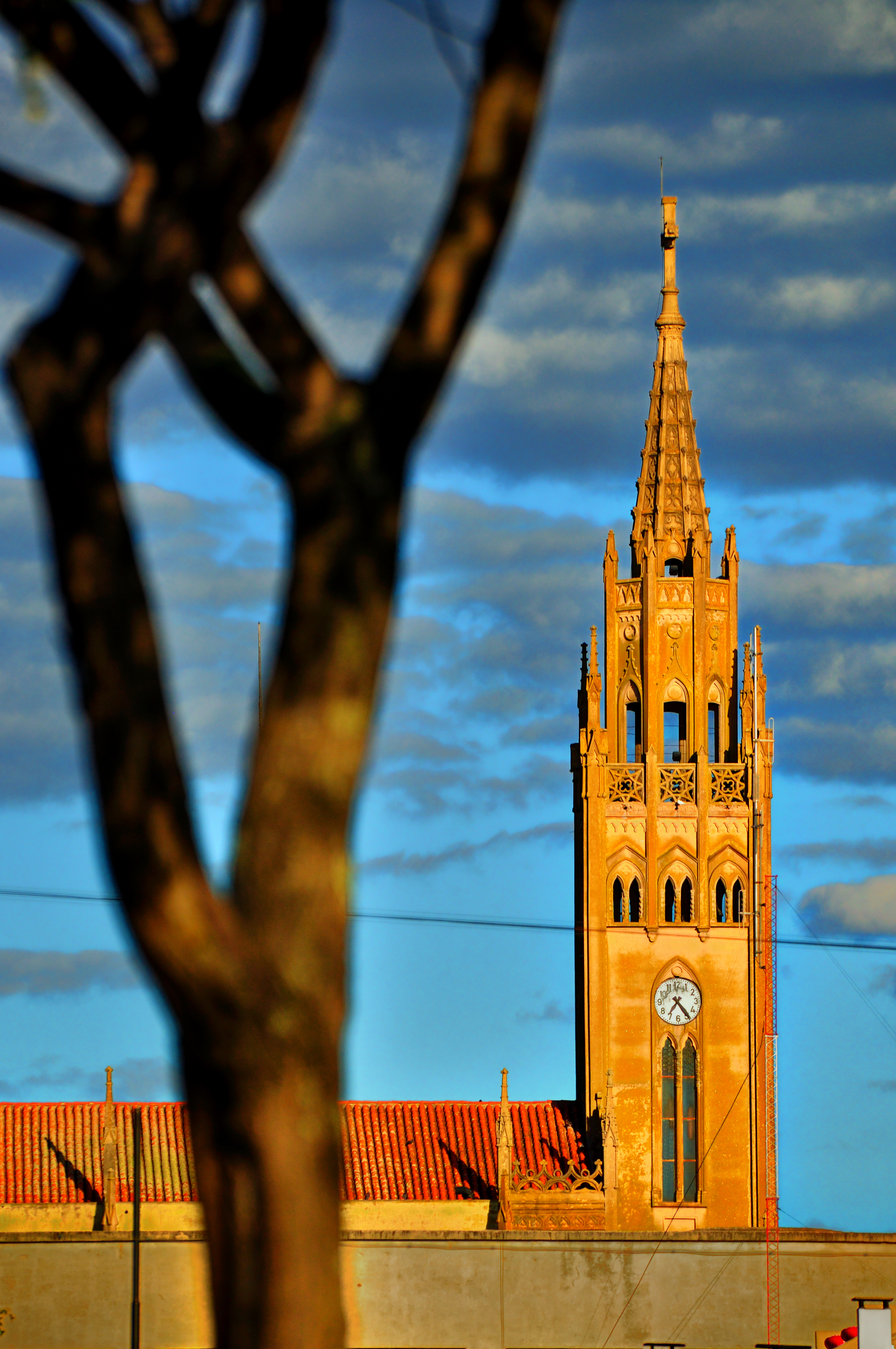

Iglesia Parroquial de Santa Isabel  es una iglesia parroquial católica romana de Paso de los Toros, en el departamento de Tacuarembó. 

## Construcción

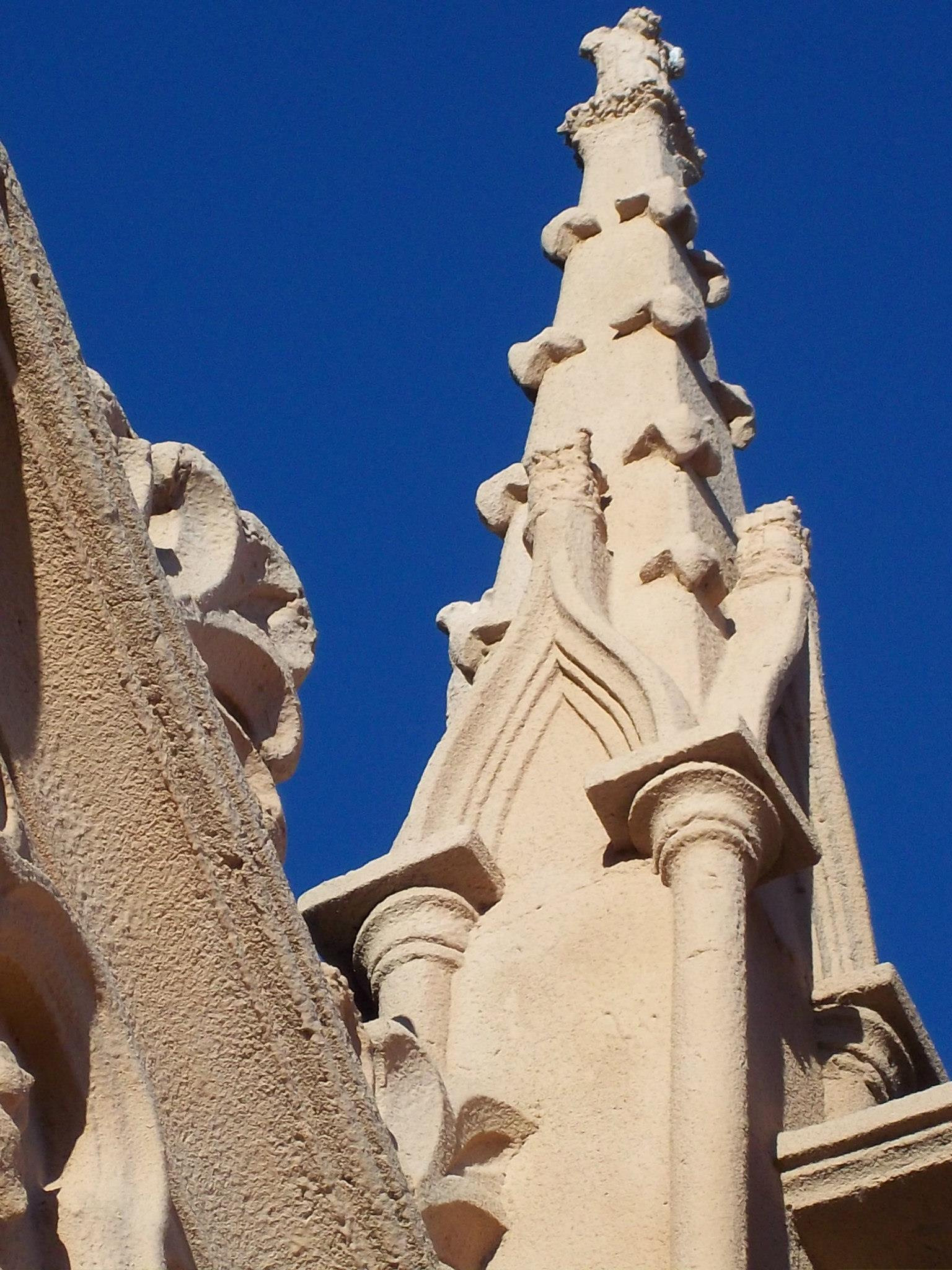

La parroquia fue establecida en 1903 y dedicada a Santa Isabel de Portugal. En 1927 se comenzó a construir el actual templo es de estilo neogótico encomendado a los arquitectos Elzeario Boix y Horacio Terra Arocena.

## enlaces externos
- Historia de la Iglesia Parroquial de Santa Isabel (in Spanish)

- Datos: Q16933268
- Multimedia: Parroquia Santa Isabel, Paso de los Toros / Q16933268